# Nagpur (dystrykt)
Nagpur (dystrykt) (marathi नागपूर जिल्हा, ang. Nagpur district) – jest jednym z trzydziestu pięciu dystryktów indyjskiego stanu Maharasztra. Zajmuje powierzchnię 9 892 km².

## Położenie
Położony jest we wschodniej części tego stanu. Graniczy z dystryktami: 
od zachodu z Wardha i Amarawati, 
od  północy ze stanem Madhya Pradesh, 
od wschodu z Bhandara, 
a od południa z Chandrapur.
Stolicą dystryktu jest miasto Nagpur.

## Rzeki
Rzeki przepływające przez obszar dystryktu :
- Kaar
- Kanhan
- Kolar
- Naag
- Pench
- Sand
- Vena
- Wainganga
- Wardha